# Minka Kelly
Minka Kelly, född 24 juni 1980 i Los Angeles, är en amerikansk skådespelare.
Kelly har bland annat gjort rollen som Lyla Garrity i NBC-serien Friday Night Lights. Hon är dotter till gitarristen Rick Dufay.

## Uppväxt
Kelly föddes i Los Angeles. Hon är enda barnet till tidigare Aerosmith-gitarristen Rick Dufay och Maureen Kelly, en exotisk dansare och ensamstående mor som ofta flyttade med sin dotter till olika platser, innan de bosatte sig i Albuquerque, New Mexico. Vid den tiden gick Minka i högstadiet. Hon är av irländsk och fransk härkomst.

## Karriär
Vid 19 års ålder, efter att hon tagit examen från Valley High School i Albuquerque, återvände Kelly till Los Angeles. Under en testfotografering för en modellagentur, blev hon kontaktad av en före detta Playboy-playmate som var intresserad av att hjälpa henne. Det började med att Kelly fick jobb som receptionist på en kirurgklinik, där hon skulle få lön i form av en bröstförstoring. Hon bestämde sig dock att inte genomföra den, vilket ledde till att hon fick sparken. Hon hade dock fått insyn i sjukvården vilket gjorde att hon studerade ett år och blev kirurgassistent. Därefter arbetade hon som en kirurgtekniker. Hon arbetade fyra år med det samtidigt som hon gick på auditions för att bli skådespelare. Till slut fick hon en roll i NBC:s TV-drama Friday Night Lights, baserad på filmen med samma namn. Under tiden hade hon små roller i filmer och shower, bland annat filmen State's Evidence, och en återkommande gästroll i tv-serienWhat I Like About You.
Som förberedelse för sin roll som cheerleadern Lyla Garrity på Friday Night Lights, tränade hon med Pflugerville High School cheerleaders. Hon gjorde en cameo för The Kingdom, tillsammans med Jamie Foxx. Kelly medverkade med Alyson Hannigan, Jaime King, Emily Deschanel och Katharine McPhee i en video som visades på FunnyorDie.com för att främja regelbunden bröstcancerundersökning för organisationen Stand Up 2 Cancer.
Under 2010 meddelade ABC att Kelly skulle ansluta sig till rollistan för nyinspelningen av TV-serien Charlies änglar. Samma år utnämndes hon till "sexigaste kvinnan" i tidningen Esquire. Hon tackade ja till en roll i Off-Broadway-pjäsen Love, Loss, and What I Wore tillsammans med Conchata Ferrell, AnnaLynne McCord, Anne Meara och B. Smith

## Filmografi

### Film
| År   | Titel                    | Roll           | Övrigt |
| ---- | ------------------------ | -------------- | ------ |
| 2003 | 2 Fast 2 Furious Prelude | The Girl       |        |
| 2005 | Devil's Highway          | River          |        |
| 2006 | The Pumpkin Karver       | Tammy          |        |
| 2006 | State's Evidence         | Tjej #3        |        |
| 2007 | The Kingdom              | Ms. Ross       |        |
| 2009 | 500 Days of Summer       | Autumn         |        |
| 2011 | The Roommate             | Sara Matthews  |        |
| 2011 | Just Go with It          | Joanna Damon   |        |
| 2011 | Searching for Sonny      | Eden Mercer    |        |
| 2013 | The Butler               | Jackie Kennedy |        |

### Television
| År        | Titel                 | Roll                       | Övrigt                |
| --------- | --------------------- | -------------------------- | --------------------- |
| 2004      | Cracking Up           | Monica                     | 1 avsnitt             |
| 2004      | Drake & Josh          | Stacey                     | 1 avsnitt             |
| 2005      | American Dreams       | Bonnie                     | 1 avsnitt             |
| 2005      | What I Like About You | Ricki                      | 3 avsnitt             |
| 2006-2009 | Friday Night Lights   | Lyla Garrity               | Stor roll, 52 avsnitt |
| 2009      | Body Politic          | Francesca "Frankie" Foster | Ej visad CW pilot     |
| 2010–2011 | Parenthood            | Gaby                       | 9 avsnitt             |
| 2010      | Entourage             | Sig själv                  | 1 avsnitt             |
| 2011      | Charlie's Angels      | Eve French                 | 8 avsnitt             |
| 2013      | Almost Human          | Valerie Stahl              | Stor roll             |

### Musikvideor
| År   | Titel             | Roll              | Övrigt                    |
| ---- | ----------------- | ----------------- | ------------------------- |
| 2002 | "If You C Jordan" |                   | Something Corporate video |
| 2002 | "She Hates Me"    |                   | Puddle Of Mudd video      |
| 2012 | "One More Night"  | Levine's flickvän | Maroon 5 video            |